# سيبيتوكي
سيبيتوكي بالإنجليزية:Cibitoke هي مدينة تقع في شمال غرب بوروندي. وهي عاصمة مقاطعة سيبيتوكي.
المدينة هي مسقط رأس الأولميبية لاعبة الجودو أوديت نتاهونفوكي التي نافست في دورة الألعاب الأولميبية الصيفية 2012 في الحدث -78 كجم.